# Cascera pallida
Cascera pallida är en fjärilsart som beskrevs av Rothschild 1917. Cascera pallida ingår i släktet Cascera och familjen tandspinnare. Inga underarter finns listade i Catalogue of Life.